# Oblężenie Petersburga

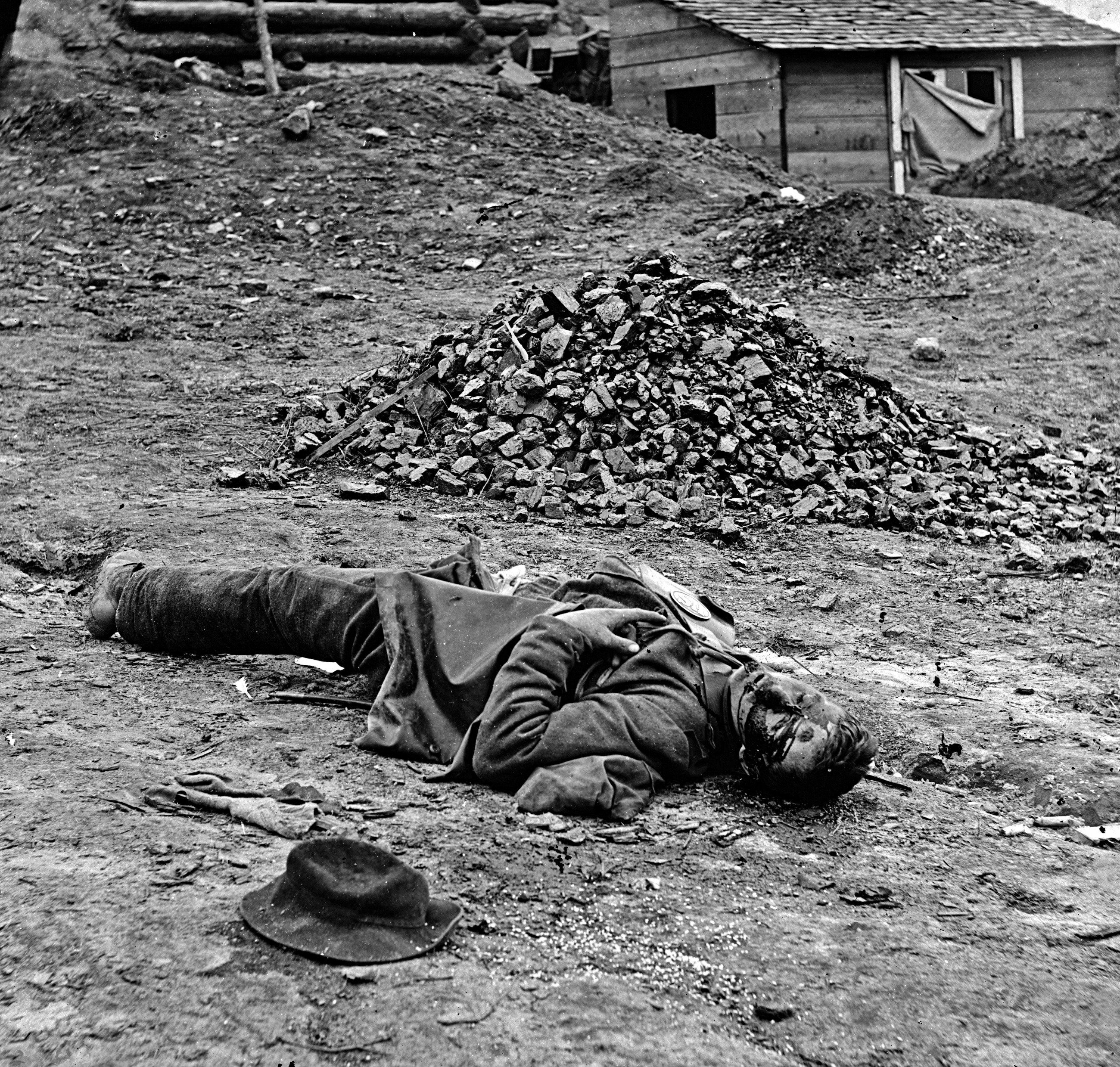
Poległy pod Petersburgiem żołnierz konfederacki

Oblężenie Petersburga – seria bitew toczonych wokół miasta Petersburg w Wirginii od 9 czerwca 1864 do 25 marca 1865 roku, podczas amerykańskiej wojny secesyjnej. Mimo rozpowszechnionej nazwy nie było to klasyczne oblężenie, w trakcie którego miasto (lub wydzielone umocnienia) zostałoby całkowicie otoczone, a linie zaopatrzenia odcięte. W tym przypadku były to trwające dziewięć miesięcy walki pozycyjne, określane również mianem kampanii Richmond-Petersburg. Na początku tych walk wojska unionistów, dowodzone przez generała Ulyssesa S. Granta, bez powodzenia uderzyły na umocnienia Petersburga, a następnie zbudowały cały system ziemnych umocnień (okopów) rozciągających się na długości prawie 50 km wokół wschodnich i południowych podejść do miasta. Petersburg miał ogromne znaczenie dla armii konfederatów, generała Roberta E. Lee oraz dla stolicy Konfederacji, Richmond.
Lee ostatecznie ustąpił pod ogromnym naciskiem sił przeciwnika (który przeciął linie zaopatrzeniowe i zaczął przygotowywać prawdziwe oblężenie) i opuścił wraz z armią oba miasta w kwietniu 1865 roku, po czym skapitulował, w wyniku przegranej w bitwie pod Appomattox Court House.
Oblężenie Petersburga odegrało znaczącą rolę w historii wojskowości, było bowiem zapowiedzią prawdziwych walk pozycyjnych, jakie miały miejsce pół wieku później w Europie w czasie I wojny światowej. Wyróżniało się również największą w ciągu całej wojny koncentracją żołnierzy afroamerykańskich i wielkimi stratami poniesionymi przez nich w takich starciach jak bitwa o krater i bitwa o Chaffin's Farm.

## Podłoże
Petersburg, zasobne miasteczko liczące 18 tys. mieszkańców, pełniło wobec pobliskiego Richmondu (konfedrackiej stolicy) rolę głównego centrum zaopatrzeniowego – ze względu na dogodną komunikację drogą wodną (rzekami Appomattox i James) oraz kolejową (ważny węzeł dla pięciu linii kolejowych). Wzięcie Petersburga przez siły unionistów mogło uniemożliwić Robertowi Lee dalszą obronę Richmondu.
Oblężenie rozpoczęło się wkrótce po porażce unionistów pod Cold Harbor. Grant postanowił zdobyć Richmond, uderzając najpierw na Petersburg, w związku z czym 15 czerwca rozpoczął manewr mający na celu oderwanie się od wojsk Lee i przekroczenia rzeki James. To oznaczało zmianę dotychczasowej strategii, zakładającej pokonanie armii Lee w polu; obecnie Grant wybrał cele geograficzne i polityczne, wiedząc, że ze swoimi przeważającymi siłami jest w stanie okrążyć w tym miejscu przeciwnika i albo zmusić głodem do kapitulacji, albo do przyjęcia decydującej bitwy. Lee, który był przekonany, że głównym celem Granta jest Richmond, przeznaczył do obrony Petersburga jedynie niewielkie siły pod wodzą gen. Beauregarda.

## Przeciwnicy
Na samym początku kampanii siły Granta składały się z Armii Potomaku pod dowództwem generała majora George’a G. Meade oraz Armii James, generała majora Benjamina Butlera. Grant zakwaterował swój sztab w drewnianym domku na terenie posiadłości Appomattox Manor, należącej do dr. Richarda Eppesa i będącej najstarszą posiadłością (rok powstania 1763) w miejscowości, która wówczas nazywała się City Point, a obecnie Hopewell.
Siły konfederackie generała Lee składały się z jego własnej Armii Północnej Wirginii oraz z około 10 tys. ochotników, głównie nastolatków i starców, którzy zgłosili się do obrony Richmond pod wodzą gen. Beauregarda.
Beauregard miał w odwodzie cztery wykrwawione dywizje generałów: Roberta Ransoma, Williama Whitinga i Alfreda Colquitta (w trakcie kampanii siły te zostały poszerzone o dwie pełnowartościowe dywizje Roberta Hoke’a i Bushroda Johnsona).
Armie Granta były zdecydowanie liczebniejsze niż wojska Lee, aczkolwiek w trakcie trwania kampanii ich siła zmieniała się znacząco. Podczas pierwszego uderzenia na Petersburg 15 tys. unionistów starło się z 5400 żołnierzami Beauregarda. Do 18 czerwca unioniści mieli w polu 67 tys. ludzi przeciwko 20 tys. konfederatów. Najbardziej typową dla całej kampanii była sytuacja z połowy lipca, kiedy to unioniści mieli 70 tys. żołnierzy (wobec 36 tys. konfederatów) wokół Petersburga i 40 tys. (wobec 21 tys.) wokół Richmondu. Armia unii, mimo ogromnych strat poniesionych podczas wcześniejszych kampanii, była zdolna do uzupełnień obejmujących zarówno uzbrojenie i ekwipunek, jak i siły ludzkie (w tym stale rosnącą liczbę Afroamerykanów). Pod koniec oblężenia Grant miał już 125 tys. ludzi. Armia konfederacka, przeciwnie, miała trudności z zastąpieniem ludzi straconych w walce, z powodu chorób i szerzącej się dezercji.

## Rozstrzygnięcie
Po blisko 9-miesięcznym oblężeniu i utracie Fortu Stedman armia generała Lee znalazła się na przegranej pozycji, szczególnie po klęsce w bitwie o Five Forks 1 kwietnia, przełamaniu głównej linii obronnej 2 kwietnia i poddaniu miasta Petersburg następnego dnia o świcie.
Po zdobyciu strategicznego skrzyżowania dróg o nazwie Five Forks Grant nakazał podjąć czołowe uderzenie na linie konfederackie rano 2 kwietnia. O świcie IX Korpus Parke’a zdobył wschodnią linię umocnień, ale dalsze postępy udaremnił mu twardy opór obrońców. O 5:30 rano VI Korpus Wrighta dokonał decydującego wyłomu wzdłuż drogi Boydton Plank Road, ale około południa jego postępy zostały zatrzymane pod murami Fortu Gregg. Fort ten, po bohaterskiej obronie, zdobył XXIV Korpus Gibbona. To chwilowe zatrzymanie postępów armii unionistów pozwoliło generałowi Lee na wyprowadzenie swych wojsk z Petersburga i Richmondu w nocy z 2 na 3 kwietnia i skierowanie ich na zachód, w nadziei na spotkanie z siłami generała Johnstona w Karolinie Północnej. Po krótkim pościgu Lee został zmuszony do kapitulacji 9 kwietnia w Appomattox Court House.
Kampania Richmond-Petersburg była bardzo kosztowna dla obu stron konfliktu. Pierwsze natarcie na Petersburg w czerwcu 1864 roku kosztowało unionistów 11 386 zabitych i rannych, podczas gdy konfederaci stracili około 4 tys. ludzi. Ogólne straty obu stron podczas oblężenia wyniosły 42 tys. żołnierzy Unii i 28 tys. – Konfederacji.